# Girolamo Mancini
Girolamo Mancini (Cortona, 30 novembre 1832 – Firenze, 4 febbraio 1924) è stato uno storico e politico italiano.

## Biografia
Nacque a Cortona nel 1832, figlio dei nobili Niccolò Mancini ed Elisabetta Grifoli. Studiò a Siena, e risiedette per lungo tempo a Firenze, anche se la sua residenza prediletta fu Cortona, dove la famiglia possedeva numerose case.
Divenne nel 1854 membro dell'Accademia Etrusca, distinguendosi presto per la sua attività di storico locale indipendente, e venendone eletto presidente nel 1889. Nel 1855 scoppiò a Cortona un focolaio di colera, e Mancini e Antonio Guadagnoli istituirono allora un fondo di beneficenza che servì a fondare la Confraternita della Misericordia di Cortona. Alla morte di Guadagnoli nel 1858, Mancini ne tenne l'orazione funebre. Fervente patriota, disprezzava fortemente lo Stato Pontificio, tanto che dopo le stragi di Perugia compiute dalle truppe papaline prima diede asilo a numerosi profughi umbri, e poi si arruolò volontario per combattere nel 1860 nella campagna piemontese in Italia centrale.
Dopo l'Unità d'Italia e il trasferimento della capitale a Firenze, fu eletto parlamentare nel 1865, rimanendolo fino al 1870, partecipando tuttavia raramente alle attività politiche, complice il suo rientro in servizio militare nel 1866 allo scoppio della terza guerra d'indipendenza italiana. Nel 1869 sposò la nobile pisana Vittoria Papanti, che tuttavia morì tragicamente nove mesi più tardi di parto. Per distrarsi dal lutto Mancini si dedicò a un'intensa attività di riordino dei documenti antichi conservati nella biblioteca di Cortona, fino ad allora non catalogati. Nel 1873 si risposò con Amalia Capponi, cugina della prima moglie, dalla quale ebbe i figli Vittoria e Niccolò.
Nel 1882 pubblicò un'imponente biografia su Leon Battista Alberti, poi ripubblicata nel 1911. Nel 1891 pubblicò una corposa biografia su Lorenzo Valla, mentre nel 1903 una su Luca Signorelli. Nel 1900 era morta anche la seconda moglie, e Mancini le dedicò il lavoro su Signorelli. Nel 1919 fu nominato socio corrispondente dell'Accademia della Crusca. Morì nel 1924 a Firenze, lasciando incompiuto un nuovo lavoro biografico su Gregorio Tifernate.